# Raj-Raj
Raj-Raj eller Raj Raj var två olika svenska musikfestivaler. Den första var Raj Raj i Köping som drevs under några år i mitten av 1990-talet och den andra var Raj-Raj i Umeå som anordnades mellan 2000 och 2006.

## Raj-Raj i Umeå
Raj-Raj var en öppen festival mellan åren 2000 och 2006, och som anordnades i I 20-skogen i Umeå. Festivalen samlade mest lokala artister och kulturutövare, och anordnades utan sponsorer från företag eller privatpersoner. Inträdet var frivilligt likaså deltagandet från både artister och besökare.

### Artister som medverkat
2000
- Frantic (Umeå)
- The Vectors (Umeå)

2001
- Jazz-Pist (Umeå)
- Bittersweeet (Umeå)
- The Vectors (Umeå)
- Sluggers (Umeå)
- Inbetween (Umeå)
- Rasta Holmlund (Umeå)
- Crew (Sävar)
- Lasse Mauno (Umeå)
- Dj War (Umeå)
- Dj Tyko (Umeå)
- Logan (Umeå)
- Dan Wiklander (Umeå)

2002
- Sluggers (Umeå)
- Frantic (Umeå)
- Iris As in I
- Foursome (Umeå)
- Nitroglycerin (Umeå)
- Northern Tactics (Umeå)

2003
- Frantic (Umeå)
- Höghus
- Steamroller (Umeå)
- Lasse Mauno (Umeå)
- Burn Obedience (Umeå)
- The Vectors (Umeå)
- Northern Tactics (Umeå)

2004
- Brian Day (Kanada)
- Shit & Corruption inc (Umeå)
- The Colt (Robertsfors)
- Frida Selander (Umeå)
- David Sandström (Umeå)
- Dexter Jones' Circus Orchestra (Umeå)
- Frantic (Umeå)
- The Lost Patrol (Umeå)
- Jazz-pist (Umeå)
- Goldkings (Uppsala)
- Muslaban (Umeå)
- Anna Leong (Umeå)
- Lyrical high (Stockholm)
- Knugen faller (Skellefteå)
- Jurg Hammer (Östersund)
- Northern tactics (Umeå)

2005
- Backwoods (Umeå)
- The Hangups (Umeå)
- Eating pebble (Stockholm)
- Lyrical high (Umeå)
- Frida Selander (Umeå)
- The Lost Patrol Band (Umeå)
- Four line poem (Umeå)
- Steamroller (Umeå)
- Red house riot (Umeå)
- Shit and corruption inc (Umeå)
- Frantic (Umeå)
- Gunnar and the funkenstein (Umeå)
- The Crystal Caravan (Umeå)
- 6th awakening (Umeå)
- Dexter Jones' Circus Orchestra (Umeå/"blandat")
- Hypnos 69 (Belgien)
- Zioneye (Umeå)
- Tålamod (Umeå)

2006
- Frantic (Umeå)
- Frida Selander (Umeå)
- Kommunen (Umeå)
- Zion Eye (Umeå)
- David Sandström Overdrive (Umeå)
- Den flygande bokrullen (Stockholm)
- The Shark (Umeå)
- LG-Norlin (Umeå)
- Dörty Dogs (Umeå)
- Dirty Mischief (Umeå)
- Tålamod (Umeå)
- The Hangups (Umeå)
- Knaster åt folket (Umeå)
- The good times (Umeå)
- Magic Carpet Ride (Umeå)
- The Bombettes (Umeå)
- Jenny Gabrielsson & One V.S.O (Umeå)
- Spinning black circle (Umeå)
- The Crystal Caravan (Umeå)
- Industri Royal (Umeå)
- Trainspotters (Umeå)

2013
- Bad Nerve (Umeå)
- The Holys (Umeå)
- Latest Fashion (Umeå)
- Marrakech (Umeå)
- Vaken (Umeå)
- The Crystal Caravan (Umeå)